# Encinitas
Encinitas è una città costiera posta a nord della Contea di San Diego in California. È situata a circa 40 km a nord di San Diego, e 150 km a sud di Los Angeles.
La città è nata nel 1986 dalla fusione delle comunità di Encinitas, Leucadia, Cardiff-by-the-Sea e Olivenhain. Queste comunità mantengono tuttora la loro identità.
La maggiore attività economica è rappresentata dall'industria dei fiori ornamentali, che è in pieno sviluppo.
La città è governata da un consiglio cittadino composto da cinque membri eletti ad intervalli di due anni.

## Distretti
Encinitas può essere divisa in cinque aree:
- Leucadia, che ha un nucleo antico con viali alberati, dove si affacciano gallerie d'arte, caratteristici negozietti e ristoranti, oltre a ville monofamiliari.
- New Encinitas una zona di più recente costruzione, che comprende un campo da golf ed un grande centro commerciale. Le case, in quest'area, sono molto costose.
- Old Encinitas, una piccola zona affacciata sulla spiaggia con un mix di alloggi e centri di affari.
- Olivenhain, una zona semi-rurale ad est della città, prevalentemente composta da ville monofamiliari.
- Cardiff-by-the-Sea, la comunità frontemare, composta da abitazioni monofamiliari e da un piccolo college per studenti.

## Geografia fisica

### Clima
Il clima è molto mite. Mediamente la temperatura massima di giorno è di 22 °C. Temperature sotto i 5 °C e sopra i 30 °C sono rare. Le precipitazioni medie sono di 250 mm all'anno.

## Monumenti e luoghi d'interesse
- Tempio della Self-Realization Fellowship
- Quail Botanical Gardens
- La Paloma Theater
- San Dieguito Heritage Museum